# Homeomastax robertsi
Homeomastax robertsi är en insektsart som först beskrevs av Marius Descamps 1973.  Homeomastax robertsi ingår i släktet Homeomastax och familjen Eumastacidae. Inga underarter finns listade i Catalogue of Life.